# Gruppo di ESO 85-38
Il Gruppo di ESO 85-38 comprende tre galassie situate nella costellazione del Dorado.

## Descrizione
La distanza media tra il centro di massa di questo gruppo e la nostra Via Lattea è di circa 238 milioni di anni luce (73,0 Mpc).

## Membri
Nella tabella sottostante sono riportati i tre membri del gruppo indicati da Garcia.
| Nome      | Classificazione | Tipo               | RA (J2000.0)  | DEC (J2000.0) | Velocità radiale (km/s) | Magnitudine apparente | Distanza (Mpc) | Dimensioni (kal) |
| --------- | --------------- | ------------------ | ------------- | ------------- | ----------------------- | --------------------- | -------------- | ---------------- |
| NGC 1706  | SA(rs)ab        | Spirale            | 04h 52m 31.0s | -62° 59′ 09″  | 4889 ± 26               | 12,6                  | 72,5 ± 5,1     | 165              |
| NGC 1771  | SAB(r)c?        | Spirale intermedia | 04h 58m 55.7s | -63° 17′ 54″  | 5021 ± 10               | 13,4                  | 74,5 ± 5,2     | 136              |
| ESO 85-38 | (R')SB(rs)b?    | Spirale barrata    | 05h 04m 19.2s | -63° 34′ 56″  | 4848 ± 10               | 11,85 ± 5%            | 72,0 ± 5,0     | 110              |

Il sito DeepskyLog permette di trovare agevolmente le costellazioni in cui sono situate le galassie; in alternativa si possono utilizzare le coordinate delle galassie per individuarle. Se non altrimenti indicato, le coordinate sono quelle fornite dal sito NASA/IPAC (National Aeronautics and Space Administration / Infrared Processing and Analysis Center).